# Who's Been Sleeping in My Bed?
Who's Been Sleeping in My Bed? es una comedia estadounidense de 1963, dirigida por Daniel Mann y protagonizada por Dean Martin y Elizabeth Montgomery.

## Argumento
Jason Steele es un actor que interpreta a un guapo doctor en una serie de televisión con mucha audiencia. Al tiempo que ha de intentar salvar su relación con Melisa, ha de evitar a las mujeres de sus compañeros de póker que confunden a la persona con el personaje y quieren seducirlo.

## Otros créditos
- Fecha de estreno: 25 de diciembre de 1963 (Nueva York)
- Productora: Amro Productions, Claude Productions y Mea Productions.
- Distribuidora: Paramount Pictures
- Color: Technicolor
- Sonido: Westrex Recording System
- Sonido: Charles Grenzbach y Harry Lindgren
- Asistente de dirección: Arthur Jacobson
- Montaje: George Tomasini
- Dirección artística: Arthur Lonergan y Hal Pereira
- Decorados: Sam Comer y Arthur Krams
- Diseño de vestuario: Edith Head
- Maquillaje: Wally Westmore
- Peluquería: Nellie Manley
- Coreografía: Steven Peck